# モー (フランス)
モー （Meaux）は、フランス、イル・ド・フランス地域圏、セーヌ＝エ＝マルヌ県のコミューン。

## 地理
ブリー台地をマルヌ川が刻んだ盆地にある。パリの東北東45キロメートルに位置する。

## 由来
古い名はラテン語名のIantinumだが、現在の地名はガリア語でケルトの一部族メルデス族（fr、Meldii）から派生している。

## 歴史
ガロ・ローマ時代の遺跡が残る。ヴィラール・ド・オヌクールがその『画帳』に図面を描いたサン・ティティエンヌ大聖堂 は13 - 14世紀のもの。
アカデミー・フランセーズ会員でもあり、「モーの鷲」とも呼ばれたボシュエ（1627-1704）が1681年から死去まで司教を務めたことでも知られる。
第一次世界大戦のマルヌ会戦においてはドイツ軍の前線が置かれた。

## 産業
金属工業、化学工業、電気資材工業、この地名に由来するブリーチーズのブリー・ド・モーの生産がある。

## 交通
- 道路 - A4、A140
- 鉄道 - トランジリアン・パリ・エスト

## 姉妹都市
- ハイリゲンハウス、ドイツ
- バジルドン、イギリス

## 著名出身者
- リュカ・ディニュ：プロサッカー選手
- ジェオフレ・ジュルドラン：プロサッカー選手
- マルセル・ティセラン：プロサッカー選手
- クリス・マヴィンガ：プロサッカー選手
- ダニエル・チェカルディ：俳優
- オリヴィエ・ルドロワ：漫画家
- レオン・シャルル・テブナン：電気技師